# 金桥街道 (天津市)
金桥街道，是中华人民共和国天津市东丽区下辖的一个乡级行政区。原为么六桥回族乡，2011年6月么六桥回族乡正式改制为金桥街道。
2020年7月，全国爱卫会命名金桥街道为2017-2019周期国家卫生乡镇。

## 行政区划
金桥街道下辖以下地区：
龙泉里社区、怡盛里社区、枫愉园社区、枫悦园社区、景云轩社区、仁雅家园社区、仁乐家园社区、悦盛园社区、务本一村、务本三村和大郑村。